# Патологическая анатомия бактериальных детских инфекций
Среди бактериальных детских инфекций особое значение имеют дифтерия, менингококковая инфекция, коклюш и скарлатина.

## Дифтерия
Дифтерия (от древнегреч. διφθέρα [diphthera] — выделанная шкура, мех, кожа; изделия из звериных шкур или кожи, διφθέρινος — кожаный) — инфекционное заболевание, вызываемое токсигенными штаммами Corynebacterium diphtheriae.

### Этиология
Коринебактерии — грам-позитивные палочки, один из концов которых булавовидно утолщен (греч. κορύνη [coryne] — булава). Бактериальные клетки в окрашенных препаратах располагаются под острыми углами (в виде «китайских иероглифов»). Возбудителей дифтерии подразделяют на три группы: gravis, intermedius и mitis. Коринебактерии gravis и intermedius вызывают более тяжёлые формы заболевания.
Основным фактором агрессии этого микроорганизма является экзотоксин белковой природы. Нетоксигенные штаммы коринебактерий могут трансформироваться в токсигенные благодаря вирусу (бактериофагу), способному переносить ген токсина из бактерии в бактерию. Экзотоксин блокирует синтез белков в клетках организма, нарушая их функции. При дифтерии возбудитель обычно находится во входных воротах (поражённая кожа или слизистые оболочки), поэтому дифтерию называют «местной инфекцией». Проникновение коринебактерий в кровь и развитие генерализованного процесса (сепсиса) встречается крайне редко: известны случаи септического эндокардита, септицемии и менингита, вызванные возбудителем дифтерии.

### Эпидемиология
Источники инфекции — бактерионосители и больные люди.
Основной механизм заражения — аэрозольный с воздушно-капельным путём передачи возбудителя.
Благодаря профилактическим прививкам в настоящее время уровень заболеваемости дифтерией у детей во многих странах ниже, чем у взрослых. До введения в практику специфического антитоксина (противодифтерийная сыворотка) показатель смертности достигал 35% в обычных случаях и 90% при вовлечении в процесс гортани. Но и в настоящее время смертность при дифтерии остаётся довольно высокой: погибают до 10% больных, прежде всего детей раннего возраста и пожилых лиц, поэтому наиболее важной остаётся профилактика заболевания (вакцинация). Проведённая в детстве вакцинация не исключает развития заболевания.

### Классификация
Формы дифтерии классифицируют по локализации входных ворот инфекции: (1) дифтерия зева (наиболее частая форма), (2) дифтерия гортани, трахеи, бронхов, (3) дифтерия носа, (4) дифтерия глаз, (5) дифтерия кожи (дифтерия ран; например, пупочной ранки у новорождённых), (6) дифтерия половых органов (например, послеродовой дифтерийный эндометрит), (7) дифтерия полости рта (языка, слизистой оболочки щёк, дёсен), (8) дифтерия пищевода (в ряде случаев поражается кардиальный отдел желудка), (9) дифтерия мочевого пузыря и уретры, (10) дифтерия среднего уха.
Каждая из этих форм подразделяется на (1) локализованную (в процесс вовлекается только одна область), (2) распространённую (поражение смежных областей) и (3) комбинированную (одновременное поражение 2—3 и более органов) формы.
Известны как острые, так и длительно протекающие (месяцами) формы дифтерии.
Основное значение имеют (1) дифтерия зева и (2) дифтерия гортани, трахеи, бронхов. Токсические проявления в основном развиваются при дифтерии зева. Инкубационный период при дифтерии составляет от 2 до 10 дней, в среднем 3—5 дней.

### Дифтерия зева (ротоглотки)
Дифтерия зева — форма дифтерии, при которой входными воротами инфекции является слизистая оболочка зева.

#### Патологическая анатомия
Различают следующие формы дифтерии зева:
1. Катаральная форма
2. Локализованная форма
3. Распространённая форма
4. Токсическая форма
5. Гипертоксическая форма
6. Геморрагическая форма.

1. При катаральной форме в зеве отсутствуют типичные для дифтерии плёнки. Она проявляется катаральной ангиной: нёбные миндалины увеличены, их поверхность гиперемирована. Диагноз дифтерии при этом можно поставить только на основании бактериологического исследования. При отсутствии лечения катаральная форма может прогрессировать.
2. Локализованная (лёгкая) форма — дифтероидное воспаление, не выходящее за пределы нёбных миндалин. Вначале поражённую слизистую оболочку покрывают серые рыхлые островки фибринозного экссудата, легко снимающиеся и не оставляющие после себя дефекта. Затем образуется сплошной слой серой тонкой плёнки, также легко снимающейся. При дальнейшей прогрессии плёнка становится плотной, кожистой, голубовато-белой или светло-серой. Если плёнка пропитывается кровью, она приобретает почти чёрный цвет. Плёнка состоит из некротизированного эпителиального пласта, фибринозного экссудата, коринебактерий и клеток-фагоцитов (нейтрофильных гранулоцитов и макрофагов). Плёнка окружена гиперемированной слизистой оболочкой, прочно связана с подлежащими тканями и самопроизвольно не отделяется, что способствует всасыванию экзотоксина. При удалении плёнки на её месте остаётся кровоточащая поверхность (эрозия). Глубоких дефектов (язв), как правило, не образуется, тем не менее может произойти инфицирование дефектов слизистой оболочки вторичной микрофлорой, прежде всего гноеродными кокками. Плёнки сохраняются обычно не более 3—7 дней. Характерным признаком дифтерии является развитие регионарного лимфаденита. Без лечения локализованная форма дифтерии зева длится 6—7 дней, при введении противодифтерийной сыворотки эффект наступает уже через сутки. При отсутствии терапии процесс может прогрессировать. Плёнки, сходные с дифтерийными, могут образоваться в зеве и при других заболеваниях: остром кандидозе, фузотрепонематозе, стрептококковом фарингите, инфекционном мононуклеозе.
3. Распространённая (среднетяжёлая) форма — форма дифтерии зева, при которой плёнки покрывают не только нёбные миндалины, но и соседние участки слизистой оболочки глотки и полости рта.
4. Токсическая (злокачественная) форма — тяжело протекающая дифтерия, основным признаком которой является отёк мягких тканей глотки, зева, полости рта, кожи лица, шеи («бычья шея») и верхней части туловища. Если отёк выявляется только в мягких тканях глотки, полости рта и в области регионарных лимфоузлов, дифтерию называют субтоксической. При обилии плёнок в глотке и на соседних слизистых оболочках изо рта больного нередко ощущается сладковато-приторный запах.
5. Гипертоксическая форма — крайне тяжёлая форма с внезапным началом, бурным развитием симптоматики, прежде всего признаков нейротоксикоза и местного отёка. Регионарные лимфоузлы быстро и значительно увеличиваются и уплотняются.
6. Геморрагическая форма — также крайне тяжёлая форма с высокой летальностью. С 4—6 дня болезни развивается выраженный геморрагический синдром: геморрагическая сыпь на коже, слизистых и серозных оболочках, в конъюнктиву, рвота кровью (haematemesis), эпистаксис, метроррагия, кровоизлияния в местах инъекций. Может произойти диффузное геморрагическое пропитывание отёчной подкожной клетчатки лица и шеи. Больные погибают в основном при явлениях инфекционно-токсического шока.
Висцеропатии при дифтерии зева
При дифтерии зева, прежде всего токсических формах, возникают различные висцеропатии (поражения внутренних органов). Основными органами-мишенями при этом являются (1) сердце (миокардит) и (2) структуры периферической нервной системы (неврит, ганглионит, радикулит). Изредка токсическая дифтерия осложняется энцефаломиелитом. В ряде случаев формируется токсический нефроз — поражение почек, сопровождающееся своеобразным клинико-лабораторным симптомокомплексом (протеинурия, гематурия и пиурия).
1. Токсический неврит. В поражённых нервах отмечается распад миелиновой оболочки и дистрофические изменения в аксоне. В большей степени страдают двигательные волокна. Иногда уже на 2—3-й день болезни развивается паралич мягкого нёба, но обычно неврит формируется на 2—6-й неделе заболевания. В типичных случаях отмечается поражение черепных нервов, прежде всего III, VI, VII, IX и X. Вместе с тем возможно поражение любого нерва с параличом мышц конечностей, диафрагмы, межрёберных мышц. Паралич дыхательной мускулатуры может привести к смерти. В ряде наблюдений неврит манифестирует только через 2—3 месяца от начала заболевания.
2. Токсический миокардит. Миокардит протекает в двух формах: (1) интерстициальной (менее тяжёлой, без некроза кардиомиоцитов) и (2) альтеративной (более тяжёлой, с развитием некроза кардиомиоцитов). Поражение сердца при токсической дифтерии сопровождается развитием острой сердечной недостаточности. Различают два патогенетических варианта этого синдрома: (1) ранний и (2) поздний паралич сердца. Ранним параличом сердца называют сердечную недостаточность, развившуюся на фоне миокардита, особенно альтеративного. Поздний паралич сердца — острая недостаточность сердечной деятельности в результате поражения нервов сердца. У больных дифтерией постоянна угроза внезапной сердечной смерти: обычно она наступает вследствие фибрилляции желудочков.
Патологоанатомическое исследование выявляет характерные изменения сердца. Орган увеличен за счёт расширения (дилатации) полостей, верхушка его закруглена, вследствие чего орган приобретает форму, близкую к сферической («шаровидное сердце»). Стенки желудочков истончены, миокард желтовато-серый, дряблый (желтоватый оттенок является результатом развития жировой паренхиматозной дистрофии миокарда). Перечисленные признаки характеризуют декомпенсацию сердечной деятельности. При микроморфологическом исследовании строма миокарда отёчна, микрососуды расширены и полнокровны, в периваскулярной ткани обнаруживаются элементы клеточного воспалительного инфильтрата (макрофаги и лимфоциты). В цитоплазме кардиомиоцитов выявляются гранулы липофусцина, мелкие жировые капли ацилглицеролов. При альтеративном варианте токсического миокардита встречаются разрушенные кардиомиоциты (в них отсутствуют ядра, не видна поперечная и продольная исчерченность). У выживших больных в миокарде формируется фиброз (миокардитический кардиосклероз). Выраженность кардиосклероза в исходе дифтерийного токсического миокардита больше, чем можно было бы предположить на основании ЭКГ-теста.

### Дифтерия гортани, трахеи, бронхов
Дифтерия гортани, трахеи, бронхов сопровождается развитием дифтеритического воспаления верхних дыхательных путей и образованием спонтанно отслаивающихся фибринозно-некротических плёнок, которые могут перекрывать просвет дыхательных путей и вызывать асфиксию (истинный круп). Как изолированное поражение встречается редко, обычно сочетается с токсической дифтерией ротоглотки (комбинированная форма). При локализованной форме в процесс вовлекается только гортань, при распространённой — гортань и трахея, поражение гортани, трахеи и бронхов называется «нисходящим крупом».
В тяжёлых случаях плёнки образуются на всём протяжении бронхов, а также развивается пневмония (бронхолёгочная форма заболевания). Смертность при бронхолёгочной форме особенно высока.

## Менингококковая инфекция
Менингококковая инфекция относится к заболеваниям, при которых довольно высок риск смерти в течение нескольких часов от момента заражения совершенно здорового человека. Название заболевания «менингококковая инфекция» было введено в практику в 1965 г. (МКБ VIII) вместо термина «эпидемический цереброспинальный менингит».

### Этиология
Менингококковая инфекция — инфекционное заболевание, вызываемое бактериями Neisseria meningitidis. Эти микроорганизмы (грам-негативные диплококки) вызывают образование гнойного экссудата серовато-белого цвета. Их можно обнаружить не только во входных воротах, в крови и ликворе, но и в соскобах кожи из элементов сыпи. Выделение менингококков из носоглотки не даёт само по себе основания для диагноза менингококковой инфекции. В трупе через 10—18 часов менингококки не обнаруживаются.

### Эпидемиология
Источники инфекции — бактерионосители и больные люди.
Механизм заражения — аэрозольный с воздушно-капельным путём передачи возбудителя.
Генерализованные формы (менингит, сепсис) заболевания много чаще встречаются у мужчин, чем у женщин. Летальность, достигавшая в прошлом 60—70%, в настоящее время составляет в развитых странах 5—10% от общего числа случаев заболевания. До применения антибиотиков такие формы менингококковой инфекции, как менингит и сепсис, почти неизбежно заканчивались смертью больных. Уровень летальности при молниеносной форме инфекции продолжает оставаться высоким: обычно в таких случаях больные погибают в течение 24—48 часов после поступления в клинику.

### Классификация
Формы менингококковой инфекции подразделяются на две группы (В. И. Покровский, 1976): первично-локализованные и гематогенно-генерализованные. Генерализованным формам обычно предшествует назофарингит.
К локализованной менингококковой инфекции относятся (1) бактерионосительство, (2) острый назофарингит и (3) первичная пневмония, к генерализованным формам — (1) менингит/менингоэнцефалит, (2) сепсис, (3) эндокардит, (4) артрит, (5) вторичная пневмония, (6) увеит (поражение сосудистого тракта глаза), (7) конъюнктивит, (8) синуит, (9) остеомиелит.
Известны случаи первичного менингококкового перикардита, а также поражения половых органов, клинически не отличимые от гонореи. Менингококки всё чаще выделяют из мочеполовых путей и прямой кишки лиц обоего пола при наличии или отсутствии клинических проявлений.
Изолированная менингококковая пневмония (очаговая и лобарная) встречается редко. Отличительными её признаками являются склонность к развитию гнойного плеврита и выделение обильной слизисто-гнойной мокроты.

### Патогенез и патологическая анатомия
Большинство людей устойчиво к менингококкам: при попадании микроорганизмов на слизистые оболочки верхних дыхательных путей повреждение ткани и развитие воспалительного процесса (назофарингита) происходит только у 10—15% заражённых. У остальных (бактерионосителей) инфекционный процесс протекает субклинически. Бактерионосительноство обычно продолжается от нескольких недель до нескольких месяцев.
Инкубационный период длится от 12 часов до 20 дней, в среднем 6—7 дней.
Генерализованные формы развиваются вследствие гематогенного распространения бактерий из входных ворот (носоглотки) в различные органы. Генерализация процесса происходит редко — в 0,1—1,0% случаев. Наличие возбудителя в кровотоке при генерализованных формах инфекции приводит к поражению сосудистых стенок (инфекционный васкулит). Большая часть менингококков в крови погибает, что обусловливает высвобождение эндотоксина (эндотоксикоз) и нередко завершается инфекционно-токсическим шоком. Способствует усилению эндотоксикоза и развитию шока массивная антибиотикотерапия.
Нередко при генерализованных формах менингококковой инфекции происходит активация эндогенной герпетической инфекции, утяжеляющей течение болезни.
Наиболее часто менингококковая инфекция проявляется (1) назофарингитом, (2) менингитом/менингоэнцефалитом и (3) сепсисом.

#### Острый катаральный назофарингит
Острый катаральный назофарингит можно рассматривать как первичный аффект (первичный очаг). Менингококковый назофарингит является формой ОРБИ (острой респираторной бактериальной инфекции). При этом развивается острый катар верхних дыхательных путей с преимущественным поражением слизистой оболочки носоглотки. К характерным для менингококкового назофарингита изменениям относятся зернистость задней стенки глотки (результат гиперплазии лимфоидных фолликулов) и наличие слизисто-гнойного экссудата серовато-белого цвета, покрывающего заднюю стенку глотки.

#### Менингококковый менингит и менингоэнцефалит
Менингококковый менингит характеризуется развитием, как правило, гнойного лептоменингита. Заболевание обычно начинается внезапно с симптомов общей интоксикации, за исключением детей первого года жизни, для которых более типично постепенное начало болезни. В течение первых суток болезни в оболочках обнаруживается серозный экссудат, на 2—3 сутки экссудат приобретает гнойный характер. С 5—6 дня болезни гнойный экссудат в мозговых оболочках насыщается пропотевающим из резко расширенных сосудов фибриногеном, коагулирующим с образованием фибрина. Экссудат при этом становится гнойно-фибринозным. Внешне он загустевает, уплотняется (консолидация гнойного экссудата). Наличие фибринозного компонента обусловливает персистенцию экссудата и склонность к организации. При организации экссудата разрастающаяся в мягкой оболочке грубоволокнистая соединительная ткань может вызвать облитерацию путей оттока ликвора (отверстий Мажанди и Лушки) и привести к развитию гидроцефалии.
При микроморфологическом исследовании сосуды мягкой мозговой оболочки резко расширены и полнокровны, в периваскулярной ткани выявляются многочисленные нейтрофильные гранулоциты с признаками распада («гнойные тельца»). Цереброспинальная жидкость, полученная при пункции, густая и мутная за счёт гнойного экссудата, в ряде случаев в ликворе обнаруживается примесь крови за счёт кровоизлияния в субарахноидальное пространство. Клинико-лабораторная диагностика менингококкового менингита сложна: при исследовании мазка ликвора заболевание диагностируется примерно у половины больных, однако и в этих случаях количество внутриклеточно расположенных микроорганизмов бывает небольшим и они обнаруживаются с трудом. Помимо гнойного менингита встречается серозное воспаление оболочек мозга при менингококковой инфекции и лёгкое течение заболевания.
Наиболее тяжёлой формой поражения головного мозга при менингококковой инфекции является эпендиматит (эпендимит, вентрикулит) — гнойное воспаление стенок желудочков мозга, включая эпендиму, сосудистых сплетений и накопление гнойного экссудата в желудочках (пиоцефалия). Эпендиматит трудно диагностировать при жизни, обычно такой диагноз подтверждает патологоанатомическое исследование умерших.
Наиболее тяжелым осложнением менингита и менингоэнцефалита является отёк мозга, который может развиться быстро, привести к компрессии ствола и витальным нарушениям (дыхания, гемодинамики, сердечной деятельности). В ряде случаев, особенно у детей раннего возраста, развивается выраженный эксикоз: внутричерепное давление у таких больных понижено (церебральный коллапс), желудочки мозга спадаются (вентрикулярный коллапс), общее состояние быстро ухудшается, заостряются черты лица, появляются тёмные круги под глазами.

#### Менингококковый сепсис
Менингококковый сепсис (менингококкемия, менингококцемия [при чтении согласно правилам латинской фонетики]) характеризуется острым бурным началом и поражением прежде всего стенок сосудов (васкулит) под влиянием находящегося в крови возбудителя. Повреждение сосудистых стенок приводит к развитию геморрагического синдрома, основным проявлением которого является геморрагическая сыпь на коже (различные по размеру пятна тёмно-красного цвета звёздчатой формы, преимущественно локализованные на ягодицах и бёдрах). В центральных участках крупных элементов сыпи определяется зона некроза чёрного цвета. Сыпь появляется уже через несколько часов после начала болезни. При микроскопическом исследовании выявляются тромбы в сосудах различного калибра, включая сосуды микроциркуляторного русла. Иногда нарушения кровообращения приводят к гангрене дистальных отделов конечностей, обычно кончиков пальцев, ушных раковин или носа. Кроме того, развиваются наружные, внутренние кровотечения и кровоизлияния в различные органы, в том числе двустороннее кровоизлияние в надпочечники с развитием сосудистого коллапса и шока (синдром Уотерхауса—Фридериксена).
Редким вариантом менингококкового сепсиса является хроническая менингококкемия длительностью до 6 месяцев. Для неё характерны артрит и розеолёзно-папулёзная сыпь на коже, петехиальные высыпания появляются редко. Хроническая менингококкемия может осложниться лептоменингитом, поражением сердца и почек.

## Коклюш
В довакцинальный период заболеваемость коклюшем в разных странах мира по распространённости занимала второе место после кори, а по смертности коклюш лидировал среди детских респираторных инфекций. Только в СССР ежегодно регистрировалось до 800 тысяч заболевших. В США до появления вакцины от коклюша погибало столько же детей, сколько от всех других инфекционных болезней, вместе взятых. Вакцинация против коклюша в нашей стране началась в 1957 г., и в течение последующих 30 лет заболеваемость снизилась более чем в 50 раз. В США после начала вакцинации в 1944 г. за три десятилетия смертность уменьшилась в 85 раз.
В условиях массовой вакцинации коклюшем болеют в основном дети первого года жизни, особенно первых 2—3 месяцев. По данным ВОЗ, ежегодно в мире заболевает коклюшем 60 млн человек, а умирает до 1 млн.

### Этиология
Коклюш (лат. pertussis, англ. whooping cough) — заболевание, вызываемое грамотрицательной бактерией Bordetella pertussis. Ранее представителей рода Bordetella включали в род Haemophilus. Более лёгкие, сходные с коклюшем, заболевания людей (паракоклюш) вызывает Bordetella parapertussis. Bordetella bronchiseptica является причиной респираторных заболеваний в основном у животных, но иногда и у человека. Кроме того, заболевание, напоминающее коклюш, могут вызывать некоторые аденовирусы.
Среди факторов агрессии основными являются коклюшный экзотоксин, гистаминсенсибилизирующий (аллергизирующий) фактор и фактор, вызывающий лимфоцитоз. Вирулентные формы бактерий (фаза I) инкапсулированы и имеют пили. Капсула препятствует фагоцитозу, а при помощи пилей микроорганизмы прикрепляются к клеткам респираторного эпителия.

### Эпидемиология
Источники инфекции — больные люди. Известно носительство коклюшных микробов, но оно кратковременно и не имеет существенного эпидемиологического значения.
Механизм инфицирования — аэрозольный с воздушно-капельным путём передачи.
Наиболее заразны больные в катаральном периоде, хотя для окружающих заболевший становится опасным уже в конце инкубационного периода. Выделение микроба продолжается в течение 4—5 недель от начала болезни. Во внешней среде возбудитель коклюша малоустойчив и быстро погибает, поэтому передача инфекции через предметы или третьих лиц практически исключена. Более того, в отличие, например, от кори, заражение происходит только при непосредственном общении: считается, что между больным и здоровым расстояние должно быть не более 2 м.
В отличие от многих других детских инфекций, коклюшем могут болеть новорождённые: материнский иммунитет не обеспечивает надёжной защиты от этой болезни. После перенесённой инфекции обычно развивается стойкий пожизненный иммунитет, однако изредка заболевание возникает повторно. Поствакцинальный иммунитет не является пожизненным: через 10 лет после последней прививки у человека остаётся лишь минимальная устойчивость к инфекции. Однако у привитых лиц коклюш протекает в лёгкой форме без осложнений.
Возбудитель коклюша может вызывать банальный бронхит у взрослых, при этом типичного для заболевания кашлевого синдрома не возникает.

### Патогенез и патологическая анатомия
Попадая в верхние дыхательные пути, микроорганизм размножается в клетках однослойного эпителия бронхов и бронхиол, не проникая в кровоток. В меньшей степени страдают гортань, трахея, полость носа и носоглотка. Развивается острое воспаление слизистой оболочки, усиливается продукция слизи. Покровные клетки частично разрушаются, при этом формируются многочисленные микроэрозии. Важное значение имеет специфический IgA, препятствующий адгезии возбудителя к ресничкам мерцательного эпителия. Его выработка начинается со 2—3 недели заболевания, но не при вакцинации.
Выделяют четыре периода в течении заболевания: (1) инкубационный, (2) катаральный (3—14 дней), (3) период спазматического кашля (от 2 до 8 недель) и (4) реконвалесценции (период разрешения). Инкубационный период продолжается от 2 дней до 3 недель, в среднем 5—8 дней. Катаральный период характеризуется усилением кашля, воспалительные изменения слизистых оболочек дыхательных путей при этом обычно незначительные. Установлена обратная зависимость между длительностью катарального периода и тяжестью заболевания. В периоде разгара болезни отмечаются приступы спазматического (судорожного) кашля.
Нередко заболевание как у детей, так и у взрослых протекает атипично — без лихорадки в виде лёгкого бронхита или ларинготрахеита. Такие больные представляют большую эпидемиологическую опасность для окружающих. Диагностика в этих случаях возможна лишь при проведении бактериологического исследования.

#### «Респираторный невроз»
Коклюшный экзотоксин вызывает раздражение рецепторов дыхательных путей и развитие стойкого очага возбуждения в ЦНС с возникновением приступов спастического кашля («респираторный невроз»). После серии кашлевых толчков происходит свистящий вдох (реприз). В конце приступов кашля, прежде всего у детей раннего возраста, отмечается затяжное, часто мучительное затруднение вдоха. Приступы кашля вызывают венозный застой в верхней половине тела и состояние гипоксии. Лицо больного становится красным, затем цианотичным; вены шеи набухают, расширяются, глаза наливаются кровью, язык высунут изо рта. Приступ заканчивается выделением вязкой мокроты, иногда с примесью крови и нередко со рвотой. Частая рвота может приводить к обезвоживанию и потере массы тела ребёнка. Число приступов в сутки может доходить до 50. У грудных детей вместо кашля развиваются приступы апноэ с потерей сознания, в результате чего может произойти асфиксия. Длительность болезни 1,5—3 месяца, иногда дольше. У взрослых и пожилых больных кашель напоминает длительный, надсадный утренний кашель курильщиков.
При смерти во время приступа лицо отёчное, синюшное, характерен акроцианоз, на конъюнктиве, слизистой оболочке полости рта, на коже лица, плевре и перикарде выявляются кровоизлияния. Слизистые оболочки дыхательных путей полнокровны, покрыты слизью. Лёгкие вздуты, характерна субплевральная интерстициальная эмфизема. Ткань лёгких полнокровна, с участками ателектазов. Типичным для коклюша является образование разрывов и язвочек на уздечке языка, обусловленное трением её о передние зубы во время приступов кашля.

#### Осложнения
Осложнения заболевания возникают преимущественно у детей раннего возраста.
Респираторные осложнения. В лёгких из-за обструкции бронхов слизью формируются ателектазы, как правило, в средних долях и язычковых сегментах. На фоне ателектаза может развиться сегментарная пневмония с затяжным течением и исходом в пневмосклероз. Присоединение вторичной бактериальной инфекции, прежде всего стафилококковой, приводит к крупноочаговой пневмонии, сопровождающейся деструкцией лёгочной ткани. У грудных детей наблюдается мелкоочаговая коклюшная пневмония с серозным или фибринозным экссудатом в просвете альвеол. Вторичная бактериальная инфекция может также обусловить панбронхит и перибронхиальную пневмонию.
Гипоксическая энцефалопатия. Тяжёлым осложнением болезни является поражение ЦНС (гипоксическая энцефалопатия) вследствие выраженного венозного застоя в ткани мозга, возникающего при кашле. При патологоанатомическом исследовании в головном мозге выявляются отёк, полнокровие сосудов и кровоизлияния, иногда обширные, вторичные дистрофические изменения и гибель нейронов.
Кашель также способствует развитию таких редких осложнений, как кровоизлияние в головной мозг и его оболочки, разрыв диафрагмы, образование пупочной или паховой грыжи, выпадение прямой кишки, эмфизема подкожной жировой клетчатки и средостения, кровохарканье, носовое кровотечение.
Различные варианты пневмонии являются основной причиной смерти больных (более 90% умерших от коклюша в возрасте до 3 лет). Изредка течение коклюша осложняется спонтанным пневмотораксом, плевритом; средним отитом, часто вызываемым пневмококками; менингоэнцефалитом. В ряде случаев на фоне коклюша обостряется латентный туберкулёз.

#### Осложнения вакцинации
Иногда развиваются осложнения вакцинации. Коклюшный компонент вакцины обладает выраженной реактогенностью: после прививок примерно у половины детей наблюдаются как местные, так и общие реакции. В части случаев возникают тяжёлые неврологические осложнения (судорожный синдром, неконтролируемые приступы плача, нарушения психики). По этой причине в ряде развитых стран (Япония, Швеция, Великобритания) предпринимались попытки отказа от вакцинации детского населения, но это сразу же приводило к резкому подъёму заболеваемости и смертности. Поскольку частота токсических реакций увеличивается с возрастом, вакцинацию редко проводят детям старше 6 лет, в то же время прививка рекомендуется подросткам и взрослым с хроническими заболеваниями лёгких и больничному персоналу.

## Скарлатина

### Этиология
Скарлатина (от позднелат. scarlatinus, a, um и итал. scarlatto — алый, ярко-красный; англ. scarlet fever) — одна из форм инфекции Streptococcus pyogenes (β-гемолитического стрептококка группы А), протекающая с поражением зева и появлением характерной сыпи на коже. Яркая гиперемия зева и сыпь обусловлены действием эритрогенного токсина (пирогенного экзотоксина) стрептококка.

### Эпидемиология
Источники инфекции — бактерионосители и больные скарлатиной или стрептококковой ангиной.
Основной механизм заражения — аэрозольный с воздушно-капельным путём передачи возбудителя. Входными воротами инфекции чаще всего является зев; при другой локализации входных ворот (повреждённая кожа, эндометрий, лёгкие) скарлатину называют экстрабуккальной (экстратонзиллярной).
Перенесённая болезнь оставляет стойкий иммунитет. При раннем применении антибактериальных средств формируется слабый иммунитет, в связи с чем возможны повторные заболевания.

### Патологическая анатомия
Инкубационный период продолжается от 1 до 11 дней, в среднем 4—7 дней. При экстрабуккальной скарлатине инкубационный период короткий.

#### Первичный скарлатинозный комплекс
Изменения во входных воротах (первичный скарлатинозный аффект), лимфангит и регионарный лимфаденит в целом обозначаются как первичный скарлатинозный комплекс.
Ангина и фарингит. В зеве отмечается яркая гиперемия («пылающий зев»), развивается ангина (острый тонзиллит) в виде катаральной, гнойной или некротической. Яркая гиперемия слизистой оболочки ротоглотки в типичных случаях имеет чёткую границу, проходящую по краю твёрдого нёба и основанию нёбных дужек.
Скарлатинозный глоссит. В первые три дня болезни язык покрыт густым белым налётом, из-под которого проступают гипертрофированные сосочки в виде красных островков («белый клубничный язык»). С 4-го дня он очищается и становится красно-малиновым с увеличенными сосочками, приобретает «вид красной говядины» («малиновый язык», или «красный клубничный язык»).
Регионарный лимфаденит. Одновременно за счёт реактивной гиперплазии увеличиваются регионарные лимфоузлы.

#### Скарлатинозная экзантема
Скарлатинозная экзантема появляется уже в конце 1-го дня болезни (или на 2-й день, редко позже), представляет собой многочисленные ярко-красные, иногда с фиолетовым оттенком, розеолы диаметром 1—2 мм. Розеолы расположены густо на фоне умеренно гиперемированной кожи. На ладонях и подошвах элементы сыпи отсутствуют. Характерен вид лица: ярко-красные щёки, бледный носогубный треугольник (треугольник Филатова) и скудная розеолёзная сыпь в области лба и висков. Кроме розеол, на коже появляются многочисленные мелкие папулы (узелки), придающие ей вид наждачной бумаги. Сыпь держится в среднем 3 дня и постепенно исчезает. При лёгких формах она проходит быстрее, при тяжёлых сохраняется до недели. При экстрабуккальной форме с первичным поражением кожи характерно сгущение сыпи вокруг места внедрения возбудителя.
В кожных складках характерны концентрация элементов сыпи и образование линейных полосок из сливающихся петехий (линии Пастиа). В последующем кожа складок приобретает бурый оттенок за счёт отложений гемосидерина в очагах точечных кровоизлияний в дерме.
К концу 1-й недели заболевания начинается шелушение кожи: (1) отрубевидное на лице и шее, (2) пластинчатое — на туловище и конечностях.

#### Осложнения
К осложнениям скарлатины относятся (1) гнойные (вплоть до септикопиемии) и (2) аллергические (гломерулонефрит, артрит, миокардит) процессы. Аллергические поражения являются осложнениями позднего («второго») периода скарлатины. Грозным осложнением раннего периода скарлатины является (3) инфекционно-токсический шок. Как правило, он развивается на 3—4-й день болезни.